# La Grande Onda (etichetta discografica)
La Grande Onda è un'etichetta discografica italiana fondata da Tommaso Zanello, meglio noto come Piotta che produce, promuove, edita e distribuisce progetti discografici caratterizzati da sonorità urban.
Si avvale di partner come Audioglobe, Edel, Made in Etaly, Self Distribuzione, Warner Chappell, Universo, Universal Music al fine di garantire ai suoi artisti maggior visibilità possibile ed una promozione e distribuzione a misura del loro progetto, sia sul territorio che sulle piattaforme digitali. Tra i tanti lavori sicuramente da menzionare quelli con Amir, Brokenspeakers, Brusco, Cor Veleno, Jesto, Rancore e Gel e poi il progetto internazionale realizzato con la Comunità Europea Diversidad e quelli sociali "U'tagghiamu stu palluni!?" contro la Mafia e "Ancora in piedi", in favore delle popolazioni colpite dal terremoto in Emilia-Romagna. Nel 2012 all'interno de La Grande Onda nasce poi "La Zona", sezione della label dedicata alle sonorità rock alternative. I lavori pubblicati hanno riscosso ampio successo di critica, dai quotidiani alle riviste specializzate, trovando spazio nei canali radiofonici e televisivi tradizionali così come nei nuovi media. Numerosi i brani richiesti per compilation e colonne sonore, dal film Scialla a Psycomentary, da Hot Club a Hitmania, dai volumi della serie Street Art al Festival di Sanremo, dagli allegati di XL di Repubblica alle pubblicazioni di Rai Trade. 
Premi e riconoscimenti ufficiali vinti:
- 2012 - I.P.E.R. “Ancora in piedi” – Premio P.I.V.I. “per l'impegno sociale”
- 2010 - Diversidad "The eXperience" - Premio M.E.I. "per l'impegno culturale e sociale"
- 2009 - Lemmings "Mai" - Roma Videoclip Festival
- 2009 - La Grande Onda "DEMO 4 Indies" - Premio M.E.I. / RadioRai etichetta indipendente dell'anno
- 2009 - Amir "Paura di Nessuno" - Premio M.E.I. / Groove miglior album hip hop indipendente
- 2008 - Combomastas "U'tagghiamu stu palluni!?" - Premio P.V.I. "per l'impegno sociale"
- 2008 - Combomastas "U'tagghiamu stu palluni!?" - Premio M.E.I. "per l'impegno sociale"
- 2008 - B&B Funk "'Auand" (da Prodotti A-tipici) - Premio P.I.V.I. "miglior video hip hop"
- 2006 - Piotta "Non fermateci" - Roma Videoclip Festival
- 2005 - Cor Veleno "Un mestiere qualunque" - Premio P.I.V.I. / Fandango "miglior fotografia"

## Catalogo
- AAVV - Epicentro romano
- AAVV - Hip Hop M.E.I. 5.1
- AAVV - La grande onda - il mixtape
- AAVV - La grande onda - 5.1
- AAVV - Prodotti A-tipici
- AAVV - Street Art / Hitmania (volumi vari)
- 3chevedonoilrE - Nella baracca di latta (Malatempora)
- 3chevedonoilrE - Un uomo perbene (La Zona)
- Amir - Paura di nessuno
- Brokenspeakers - Fino al collo
- Brusco - Rasta non casca
- Brusco - Fino all'alba
- Combomastas - Musica classica
- Cor Veleno - Heavy metal
- Debbit - È il mio turno
- FNO - Graffi sul vetro
- FNO - Indelebile
- Gel & Legayon - Just married
- Herman Medrano - Noseconossemo
- Jesto - Il mio primo e ultimo disco
- La Squadra - Punto di fuga
- Le Mura - Adoro perdere tempo (Malatempora)
- Lefty - Il mondo dai miei occhi
- Lemmings - Lemmings (Malatempora)
- Lemmings - Teoria del piano zero (Malatempora)
- Musica per Organi Caldi (M.O.CA.) - Pigneto chic (Malatempora)
- Negrè - Nomi cose e città
- Othelloman - Cerco pace
- Patto MC - Vado bene così
- Patto MC - Daccapo
- Piotta - Multi culti
- Piotta - Odio gli indifferenti
- Piotta - Senza Er
- Piotta - S(u)ono diverso
- Piotta - Tommaso
- Piotta, Leo Pari e Radici nel cemento - V-Day 2.0
- Popucià Band - Carovana
- Punkillonis - Punkillonis (Malatempora)
- Rancore & DJ Myke - Elettrico
- San La Muerte - San La Muerte (Malatempora)
- Shorty - Piccolo
- Truceboys - Sangue